# Cyclocephala marqueti
Cyclocephala marqueti är en skalbaggsart som beskrevs av Roger Paul Dechambre 1997. Cyclocephala marqueti ingår i släktet Cyclocephala och familjen Dynastidae. Inga underarter finns listade i Catalogue of Life.